# Sankt Nikolai kyrka, Lund
Sankt Nikolai kyrka var en katolsk kyrka i Lund , som byggdes på 1100-talet och revs på 1500-talet efter reformationen i Danmark 1536. Kyrkan byggdes på södra sidan av Lilla Gråbrödersgatan någon gång under 1100-talet. Platsen låg då sannolikt i norra delen av Kungsgården i Lund i Lundagård. Platsen ligger där Kyrkogatan drogs fram omkring 1703. Det äldsta belägget för kyrkan är från 1160-talet, då två av kyrkans präster finns inskrivna i Lunds domkyrkas gåvobok.
Sankt Nikolai kyrka är helgad efter Sankt Nikolaus, som var sjöfararnas skyddspatron. Han var biskop av Myra som ligger i den sydvästra delen av nuvarande Turkiet, men som under Nikolaus levnad var en grekisk stad i Lykien i Romerska riket. Han var den som stod förebild för jultomten. Sin roll som sjömännens helgon fick han efter att ha räddat sjömän från att drunkna genom att be, så stormar på havet lade sig. År 1087 hade kvarlevorna efter biskop Nikolaus förts till Bari i nuvarande Italien. Dit hade den danske kungen Erik Ejegod vallfärdat 1098 och återkommit med reliker.
Sankt Nikolai socken omfattade gårdarna närmast kyrkan och gårdar längs västra sidan av Stora Gråbrödersgatans norra del.
Kyrkan var en romansk kyrka, troligen med långhus, kor och absid samt med ett senare byggt torn på kyrkans västra sida, men planlösningen är inte helt känd. År 1953 gjordes arkeologiska utgrävningar av Ragnar Blomqvist av kyrkan och dess kyrkogård, varvid delar av flera grundmurar påträffades, av vilka en del hört till kyrkan. Efter det att kyrkan hade rivits, byggdes en möteslokal i tegel på platsen.
Arkeologer från Kulturen gjorde 2006 en ny, begränsad undersökning, då delar av kyrkans grundmur av gråsten hittades, bland annat en mur som tolkades tillhöra ett vapenhus på kyrkans södra sida. 
Det finns en minnesplakett på norra gavelväggen mot Lilla Gråbrödersgatan på huset Kyrkogatan 15.